# کشتن یک کشیش
کشتن یک کشیش (انگلیسی: To Kill a Priest) یک فیلم درام به کارگردانی آگنیشکا هولاند است که در سال ۱۹۸۸ منتشر شد.
این فیلم دربارهٔ قتل کشیش یژی پوپیه‌وشکو در جمهوری خلق لهستان است.

## بازیگران
- کریستوفر لمبرت
- اد هریس
- جاس آکلند
- تیم راث
- تیموتی اسپال
- پیت پاستویت
- شرلی لانگی
- جوآن ولی
- دیوید سوشی
- ونسان گراس
- ائوگنیوش پریویژینسف